# Linda Lampenius
Linda Magdalena Cullberg Lampenius, född 26 februari 1970 i Helsingfors, är en finlandssvensk klassisk violinist. I Norden använder Lampenius sitt riktiga namn, men internationellt är hon mer känd som Linda Brava.

## Bakgrund
Lampenius föddes i en finlandssvensk teater- och musikfamilj, hennes mamma är Ulla Eklund (född 1938) och pappan var Börje Lampenius (1921–2016). Båda föräldrarna var verksamma som skådespelare och sångare, pappan var dessutom verksam som regissör och kompositör, framförallt vid Svenska Teatern i Helsingfors, och hon medverkade också som barn med dem i ett flertal film- och teaterproduktioner. Vid tre års ålder började hon uppträda som sångerska med sina föräldrar. Senare började hon framträda med fiol med sin far ackompanjerande på piano och sång av sin mor. Utöver det hade hon även solouppträdanden och spelade i orkester.
Lampenius lämnade Finland år 1997 och flyttade till Los Angeles och London. Sedan 2002 bor hon i Sverige. Lampenius är gift med försvarsadvokaten Martin Cullberg, son till Johan Cullberg. Makarna har två döttrar, födda 2009 och 2013.

## Karriär
Lampenius föddes i en musikälskande familj och efter att endast tre år gammal gått i musikdagis började hon spela fiol vid fem års ålder. Lampenius har studerat vid bland annat Sibelius-Akademin 1985-1997 och för lärare som ungraren Géza Szilvay och amerikanen Mauricio Fuks. Hon benämndes som ett musikaliskt underbarn och åkte på sin allra första turné tillsammans med The Helsinki Strings när hon bara var åtta år gammal, till USA och Kanada. Lampenius har även spelat i Finlands nationaloperas orkester.
Hon har nått berömmelse runt om i världen och turnerat i Europa, Asien och USA som soloartist. År 1997 blev hon inbjuden av Andrew Lloyd Webber att medverka i hans Metal Philharmonic vid Sydmonton Festival i England. Vid sidan av stadsorkestrar i Finland och Sverige har Lampenius spelat som solist med bland annat La Scala Opera Orchestra, BBC National Orchestra of Wales och National Symphony Orchestra of Ireland. Hon har också varit på turné med Prag Symfoniorkester och Schönbrunn Slottsfilharmoniker. "I Ravels Tzigane kom hon att i Ulriksdals slottspark under nära tio minuter fängsla publiken med glöd", skrev Svenska Dagbladet om hennes konsert med Stockholm Sinfonietta. Hon har därutöver gjort succé i musikfestivaler med José Carreras och Kevin Kenner, har varit på turné med Paul Potts och spelat med Andrea Griminelli och har också framfört kammarmusik med pianister som John Lenehan, Laura Mikkola, Folke Gräsbeck och Carina E Nilsson. Hon fortsätter att turnera världen runt med sitt violinspel och under 2007 var hon ute på en USA-turné med den irländska kören Anúna. Några andra speciella projekt Lampenius deltagit i är till exempel uppträdande inför NATO-trupperna i Kosovo, Rhapsody in Rock på Royal Albert Hall i London, violinkonserter i Kazakstan och Sibirien och filmfestival in Cannes.
Med sin Gaglianoviolin från 1781 har Lampenius många gånger spelat inför statschefer och kungligheter, som till exempel Finlands president Martti Ahtisaari, Rainier III av Monaco och den svenska kungafamiljen. Dessutom har hon framträtt i olika välgörenhetsevenemang, bland annat på galakonserten vid firandet av Drottning Silvias barnsjukhus 150-årsjubileum och vid White Turf-festligheterna på den frusna St. Moritzsjön i Schweiz till stöd för Unicef, som hon ofta verkat för.

## Album
Lampenius har givit ut flera soloalbum.
- Det första, Linda Lampenius, gavs ut 1997[26] och har tydliga drag av popmusik.
- Linda Brava (EMI Classics) som kom 1999 är mer klassiskt inriktat.[6]
- På albumet Nordic Light från 2005 samlade hon många av Finlands och Sveriges folksånger[27]
- Angels, som gavs ut 2010, var hennes första julskiva.[28] Det är också den första utgåvan på hennes eget skivbolag, Linda Lampenius Productions.

## Andra karriärer
År 1996 valdes Lampenius in i Helsingfors stadsfullmäktige som politiker för Svenska folkpartiet under fyra år och hon har fått titeln Finlands Turistambassadör i Sverige.
Lampenius har också haft en modellkarriär. Hon har varit modell för Björn Borg och Maurice Lacroix samt Café, Elle, Playboy, GQ, Hello! och Maxim.
Lampenius stora intresse är rallysport och hon har arbetat som racerförare och kartläsare i Finland. Lampenius har även hunnit med att släppa en egen finsk cider som sålde miljoner liter mellan 1997 och 2000.

## Media
Lampenius har medverkat i flera talkshows och TV-program över hela världen, bland andra Baywatch och Let's Dance 2008. Tidningar som The Times, The Sunday Times och The Daily Telegraph och TV-kanaler som BBC, CNBC, Fox News Channel och E! har samtliga rapporterat om hennes musikaliska karriär.
År 2003 kom hennes självbiografi, Linda, ut i Finland. Lampenius var Vegas sommarpratare år 2014. År 2021 publicerade Lampenius sina memoarer, Klassisk rebell, som samtidigt kom ut även i finsk översättning.
En finskspråkig TV-dokumentärserie Linda har premiär på MTV3 i oktober 2023. Serien baserar sig på Lampenius självbiografi Klassisk rebell samt hennes egna videofilmer från åren 1997–2007.